# Приворотень семикутний
{{#ifeq:0|0|{{#if:|{{#if:Alchemillaheptagona|[[]}}|}}}}
Приворотень семикутний (Alchemilla heptagona) — вид трав'янистих рослин родини розові (Rosaceae), поширений у східній частині Європи. Етимологія: дав.-гр. ἑπτά — «сім», дав.-гр. γωνία — «кут»; назва вказує на форму листя.

## Поширення
Європа: Естонія, Латвія, Литва, Польща, Білорусь, Україна, Росія.